# Noyelles-sur-Selle
Noyelles-sur-Selle è un comune francese di 783 abitanti situato nel dipartimento del Nord nella regione dell'Alta Francia.
Il territorio comunale, come si può evincere dal nome, è bagnato dal fiume Selle.

## Società

### Evoluzione demografica
Abitanti censiti